# Pyšely

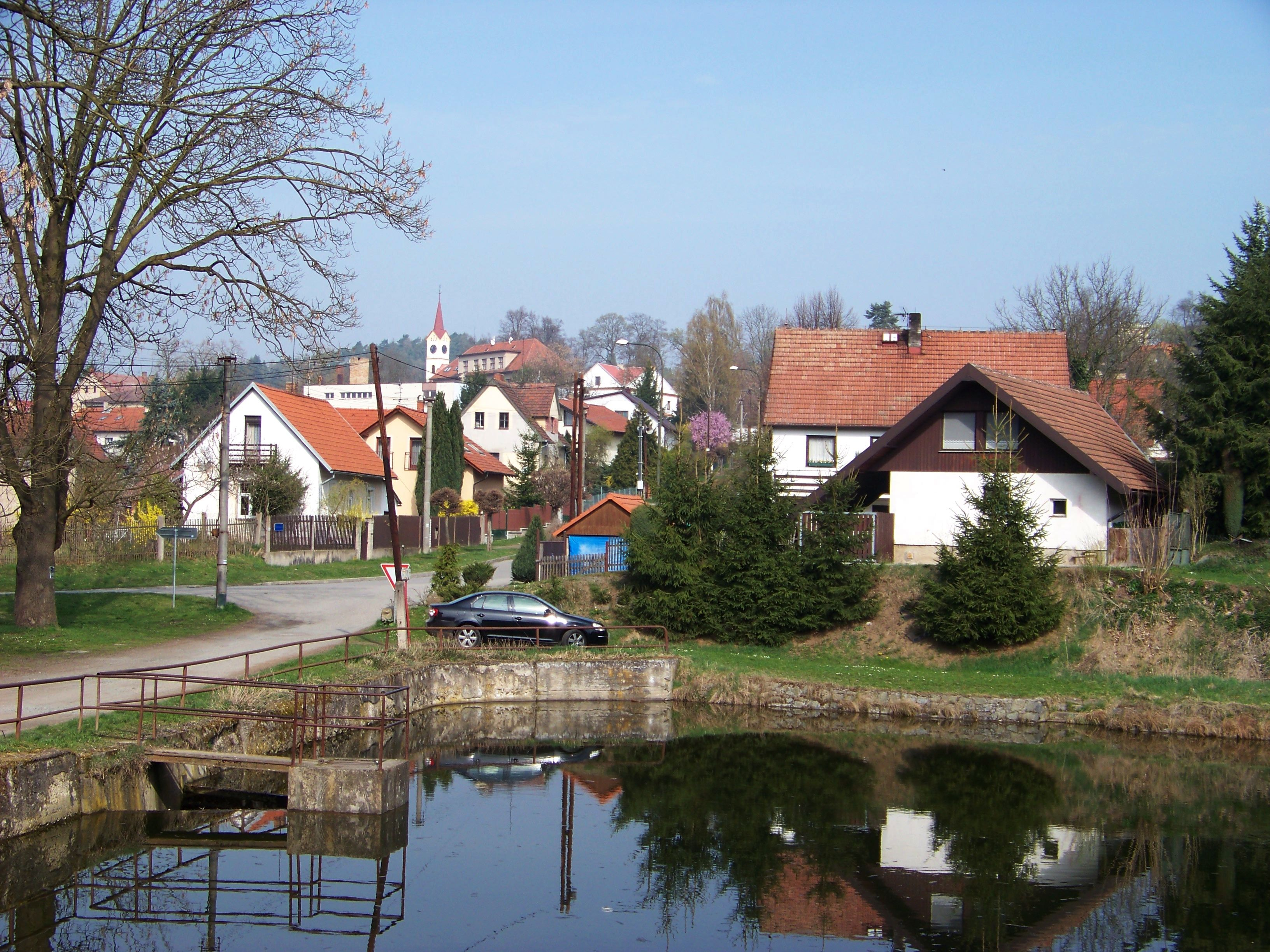
Pyšely (2014)

Pyšely (deutsch Pischel) ist eine Stadt in Tschechien. Sie liegt elf Kilometer nördlich von Benešov und gehört zum Okres Benešov.

## Geographie
Pyšely befindet sich rechtsseitig des Sázavatals im Norden des Mittelböhmischen Berglandes. Die Stadt liegt am Südhang eines von einer Loretakapelle gekrönten 419 m hohen Hügels oberhalb der Talmulde des Pyšelský potok. Östlich der Stadt verläuft die Europastraße 55 / Staatsstraße 3 zwischen Benešov und der Autobahn D 1.
Nachbarorte sind Dub und Zaječice im Norden, Nová Ves und Pětihosty im Nordosten, Čtyřkoly im Osten, Vysoká Lhota im Südosten, Borová Lhota, Městečko und Nové Městečko im Süden, Nespeky im Südwesten, Papírna, Řehenice und Gabrhele im Westen sowie Dubiny und Křivá Ves im Nordwesten.

## Geschichte
Pyšely entstand im 11. oder 12. Jahrhundert. Erstmals urkundlich erwähnt wurde der Ort im Jahre 1295 als Besitz des Přebor von Pyšel. Später gehörte der Ort dem königlichen Rat und obersten Richter Karl Mratsch von Dauba. 1680 wurde die Kirchenschule gegründet.
Zu Beginn des 18. Jahrhunderts besaß Franz Anton Graf Halleweil Pyšely, auf dessen Ersuchen Kaiser Leopold I. 1703 den Ort zum Marktflecken erhob. Unter den Grafen Halleweil erfolgte der Bau der Lorettokapelle. Nachfolgender Besitzer wurde Johann Heinrich Graf von Bissingen. Nach der Ablösung der Patrimonialherrschaften im Jahre 1848 wurde Pischel zur selbstständigen Marktgemeinde. Das zuständige Bezirksgericht war in Eule.
1937 erfolgte auf Initiative des Bürgers Arnošt Chvojka die Einrichtung eines Museums. Seit dem 30. Januar 2007 ist Pyšely eine Stadt.

## Ortsgliederung
Die Stadt Pyšely besteht aus den Ortsteilen Borová Lhota (Kiefernlhota), Kovářovice (Kowarschowitz), Nová Ves (Neudorf), Pyšely (Pischel) und Zaječice (Sajetschitz).

## Sehenswürdigkeiten
- Barockschloss Pyšely
- Kirche der Kreuzerhöhung, der romanische Bau aus dem 11. Jahrhundert erhielt zwischen 1781 und 1783 seine heutige barocke Gestalt
- Vier Statuen des hl. Franz von Assisi, Franz Xaver, Anna und Florian an der Kirche,
- Statue des hl. Johannes von Nepomuk aus dem Jahre 1760, am Schloss
- Statue des hl. Adalbert von Prag, an der Loretakapelle
- Barockes Pfarrhaus
- Loretakapelle nördlich der Stadt, 1789 um einen Friedhof erweitert, 1992 renoviert
- Ehemalige Synagoge

## Söhne und Töchter der Stadt
- Emanuel Rádl (1873–1942), Philosoph, Biologe und Professor